# RFL Championship 1993-94
El Championship de 1993-94 fue la 99.º edición del torneo de rugby league más importante de Inglaterra.

## Formato
Los equipos se enfrentaron en formato de todos contra todos en condición de local y de visitante, el equipo que terminó en la primera posición al finalizar el torneo se coronó campeón, mientras que los últimos dos equipos descendieron.
Se otorgaron 2 puntos por cada victoria, 1 por el empate y 0 por la derrota.

## Desarrollo

### Tabla de posiciones
| Pos. | Equipo               | Encuentros | Encuentros | Encuentros | Encuentros | Tantos | Tantos | Tantos | Puntos |
| Pos. | Equipo               | PJ         | PG         | PE         | PP         | F      | C      | Dif.   | Puntos |
| ---- | -------------------- | ---------- | ---------- | ---------- | ---------- | ------ | ------ | ------ | ------ |
| 1    | Wigan                | 30         | 23         | 0          | 7          | 780    | 403    | +377   | 46     |
| 2    | Bradford Northern    | 30         | 23         | 0          | 7          | 784    | 555    | +229   | 46     |
| 3    | Warrington           | 30         | 23         | 0          | 7          | 628    | 430    | +198   | 46     |
| 4    | Castleford           | 30         | 19         | 1          | 10         | 787    | 466    | +321   | 39     |
| 5    | Halifax              | 30         | 17         | 2          | 11         | 682    | 581    | +101   | 36     |
| 6    | Sheffield Eagles     | 30         | 16         | 2          | 12         | 704    | 671    | +33    | 34     |
| 7    | Leeds                | 30         | 15         | 2          | 13         | 673    | 680    | -7     | 32     |
| 8    | St. Helens           | 30         | 15         | 1          | 14         | 704    | 537    | +167   | 31     |
| 9    | Hull                 | 30         | 14         | 2          | 14         | 536    | 530    | +6     | 30     |
| 10   | Widnes               | 30         | 14         | 0          | 16         | 523    | 642    | -119   | 28     |
| 11   | Featherstone Rovers  | 30         | 13         | 1          | 16         | 651    | 681    | -30    | 27     |
| 12   | Salford              | 30         | 11         | 0          | 19         | 554    | 650    | -96    | 22     |
| 13   | Oldham               | 30         | 10         | 1          | 19         | 552    | 651    | -99    | 21     |
| 14   | Wakefield Trinity    | 30         | 9          | 1          | 20         | 458    | 708    | -250   | 19     |
| 15   | Hull Kingston Rovers | 30         | 9          | 0          | 21         | 493    | 782    | -289   | 18     |
| 16   | Leigh                | 30         | 2          | 1          | 27         | 370    | 912    | -542   | 5      |

|  | Campeón.                      |
|  | Desciende a segunda división. |

| Bandera de Inglaterra  |
| Campeón Wigan Warriors |
| Décimo quinto título   |